# Swetes
Swetes is een plaats in Antigua en Barbuda op het eiland Antigua.
Swetes is vernoemd aan Main Swetes die in het begin van de 18e eeuw een plantage had in het gebied. In de jaren 1840 werden gedeeltes van de plantage verkocht aan de voormalige slaven. In 1843 werd het eiland getroffen door een aardbeving en vestigden bewoners wiens woning vernield was zich in Swetes.
Swetes ligt vrij centraal op het eiland en telde 1.873 inwoners tijdens de volkstelling van 2001.